# Biały Kanion
Biały Kanion (tytuł oryginalny The Big Country) – amerykański western z roku 1958 w reżyserii Williama Wylera, na podstawie powieści Donalda Hamiltona.

## Opis fabuły

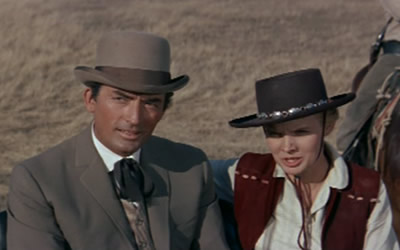
Gregory Peck i Carroll Baker

James McKay (Gregory Peck), żeglarz ze wschodniego wybrzeża Stanów Zjednoczonych przybywa na Dziki Zachód do swojej narzeczonej Patricii (Carroll Baker). Ojciec Patricii, właściciel wielkiego rancza Henry Terrill (Charles Bickford), jest skonfliktowany z zamieszkującą w tytułowym Białym Kanionie rodziną Hannasseyów. Pomiędzy ich posiadłościami znajduje się ranczo Wielkie Bagno, na którego terenie znajduje się jedyne źródło wody w okolicy. Właścicielką Wielkiego Bagna jest nauczycielka Julie Maragon (Jean Simmons). Zaczepiany przez miejscowych kowbojów James McKay nie daje się sprowokować do bójki, na skutek czego zyskuje opinię tchórza i traci uznanie w oczach narzeczonej. Narastający konflikt pomiędzy Terrillami a Hannasseyami doprowadza do porwania Julie Maragon, którą senior rodu Hannasseyów, Rufus (Burl Ives), chce zmusić do sprzedania farmy, aby w ten sposób odciąć Terillów od wody. Nie wie, że farma została już sprzedana McKayowi, który wyrusza na pomoc nauczycielce.

## Obsada
- Gregory Peck – James McKay
- Jean Simmons – Julie Maragon
- Carroll Baker – Patricia Terrill
- Charlton Heston – Steve Leech
- Burl Ives – Rufus Hannassey
- Charles Bickford – major Henry Terrill
- Alfonso Bedoya – Ramón Guiteras
- Chuck Connors – Buck Hannassey